# Franco Messina
Franco Messina (Cavarzere, 13 settembre 1946) è un pittore italiano.
Le sue opere si trovano in numerose collezioni private e presso svariate gallerie d'Arte di tutto il mondo. Durante la propria carriera ha tenuto più di un centinaio di mostre, sia personali che collettive, collaborando con artisti quali Pietro Annigoni, Enzo Faraoni, Renzo Grazzini, Silvio Loffredo, Bruno Saetti, Alfredo Fabbri, Andrea Martinelli e con gli scrittori Kostas Valetas e Luciano Messina. Del suo lavoro si sono interessati svariati critici, scrittori e artisti, tra i quali Tommaso Paloscia, Enzo Carli, Raffaele De Grada, Dante Maffia, Renato Federici, Mario Bucci, Aldo Gerbino, Franco Solmi, Dino Carlesi, Vincenzo Consolo, Pier Francesco Listri, Vittorio Sgarbi e Laura Vinca Masini.

## Biografia
Dopo aver frequentato gli istituti d'Arte a Venezia e Siracusa si abilita ai corsi di magistero a Firenze per poi seguire i corsi all’Accademia di Oskar Kokoschka a Salisburgo. Si iscrive dunque all'Università di Firenze in Lettere e Filosofia, con indirizzo storico-artistico.
La sua prima mostra personale viene allestita nel 1967 alle Terme di Firenze. Nel corso della sua carriera ha esposto a Viterbo nella chiesa di Santa Maria della Quercia e nel chiostro Bramantesco, a Perugia nel Palazzo dei Priori, oltre che a Pisa, S. Giovanni Valdarno, Todi, Ascoli Piceno e Trapani, Palazzo Casali a Cortona,  Palazzo Steri a Palermo. Nel 1983 è a Parigi per la rassegna “La danza nell’Arte”, a Tokyo e Los Angeles. Nel 1992 viene invitato all'Accademia delle Arti di Atene. 
Nel 1972 viene insignito del Fiorino d'Oro dalla Città di Firenze per le mostre “Omaggio a Padre M. Kolbe”, tenutasi nella Basilica di Santa Croce, e “Omaggio a Mahatma Gandhi”.
Nel 1974 viene invitato da Carlo Levi a partecipare alla mostra nazionale “XXX della fine della guerra in Europa” a Palazzo Medici Riccardi a Firenze.
Nel 1977 viene invitato alla Biennale del Muro Dipinto di Dozza, dove realizza un affresco su un muro pubblico, opera per il quale viene insignito con la Medaglia d’Oro della Regione Tosco-Emiliana.
Nel 1979 diviene titolare della cattedra di Discipline Pittoriche ed Educazione Visiva presso l’Istituto Statale d’Arte di Firenze, ruolo che ricoprirà fino al 2011.
Nel 1999 viene inserito da Tommaso Paloscia nel terzo volume della rassegna nazionale “Accadde in Toscana”, bilancio degli artisti protagonisti nell’ultimo quarantennio del XX secolo.
Nel 2001 collabora con lo scrittore greco Kostas Valetas, realizzando le illustrazioni per il libro "Il grande esodo", presentato insieme all'autore a Palermo ed Atene.
Torna ad esporre nel 2024 alla galleria La Soffitta di Sesto Fiorentino con l'antologica "La Luce nel Segno".